# Collegiata di San Giovanni Battista (Polesine Zibello)
La collegiata di San Giovanni Battista, nota anche come pieve di Pieveottoville, è un luogo di culto cattolico dalle forme barocche e neoclassiche situato in piazza Cesare Battisti a Pieveottoville, frazione di Polesine Zibello in provincia di Parma e diocesi di Fidenza; è sede di una parrocchia compresa nel vicariato della Bassa Parmense.

## Storia
L'antica pieve di Santa Maria di Cocullo o Cucullo, corte regia donata intorno all'800 alla diocesi di Cremona dall'imperatore del Sacro Romano Impero Carlo Magno, sorgeva almeno dal IX secolo in una posizione imprecisata nelle vicinanze del fiume Po.
Prima del 1155 il borgo fu ricostruito leggermente più a sud, assumendo la denominazione di Altavilla; vi fu quindi costruita la nuova plebs Altis Villarum, per sostituire l'antico luogo di culto, che fu abbandonato e nel tempo scomparve.
L'importanza dell'edificio era all'epoca notevole, come testimoniato dalla vastità del territorio al cui interno erano collocate le cappelle alle sue dipendenze: Zibello, Santa Croce, Polesine di San Vito, Polesine dei Manfredi, Ragazzola, Stagno Parmense, Porto, Sommo e Cella di Colorno.
Nel 1436 il luogo di culto fu profondamente modificato e ampliato, ribaltando anche l'orientamento originario; tuttavia, nello stesso anno il marchese Rolando il Magnifico ottenne dal papa Eugenio IV l'elevazione a collegiata per la chiesa di San Bartolomeo Apostolo di Busseto, capitale dello Stato Pallavicino; la pieve di Altavilla fu quindi sottoposta, insieme ad altre 25 chiese della zona, all'autorità del tempio bussetano.
In seguito alla creazione della nuova diocesi di Borgo San Donnino nel 1601, la chiesa divenne sede di forania, con giurisdizione sulle chiese di Ragazzola, Santa Croce, Stagno Parmense e Zibello, alle quali fu aggiunta successivamente Polesine. Tuttavia, dopo alcuni anni se ne staccarono i templi di Polesine, Santa Croce e Zibello, ove fu costruita la chiesa dei Santi Gervasio e Protasio, sede di vicariato foraneo autonomo.
Nel 1675 fu costruito in adiacenza alla chiesa di San Giovanni Battista un ampio palazzo destinato a canonica, mentre verso il 1683 gli interni del tempio furono modificati e decorati in stile barocco.
Grazie all'elevato numero di benefici ecclesiastici che poteva vantare, il 19 giugno del 1687 il luogo di culto fu elevato al rango di collegiata dal vescovo di Fidenza Niccolò Caranza; negli anni seguenti furono quindi edificate altre abitazioni per i canonici e gli interni della chiesa furono adattati alle nuove esigenze. Da allora, per parecchi decenni ne divennero parroci solo gli appartenenti a nobili o importanti famiglie della zona.
Nel 1778 fu costruito il nuovo campanile barocco, che prese il posto dell'antica torre romanica.
A partire dal 1859 il luogo di culto fu sottoposto a numerosi lavori. Nella zona del presbiterio fu sopraelevato il pavimento, fu ridotto il coro seicentesco, fu realizzata la balaustra marmorea e, su progetto dell'architetto Vincenzo Marchetti, fu edificata una cupola in sostituzione dell'antica volta; lungo la navata furono risistemate le arcate delle cappelle laterali e all'esterno fu modificata la copertura del campanile. Nel 1860, su disegno dell'architetto Pier Luigi Montecchini, fu ricostruita la facciata in cotto, decorata l'anno seguente dal pittore Antonio Rossi. Nel 1882 la pavimentazione della navata fu completamente rifatta; negli anni successivi furono decorate le volte con affreschi e furono infine eseguiti vari restauri, che furono completati il 3 luglio del 1905, quando il tempio fu riaperto al culto.
Nel 2017 la chiesa fu sottoposta ad alcuni restauri, che riguardarono le coperture e le facciate laterali.

## Descrizione

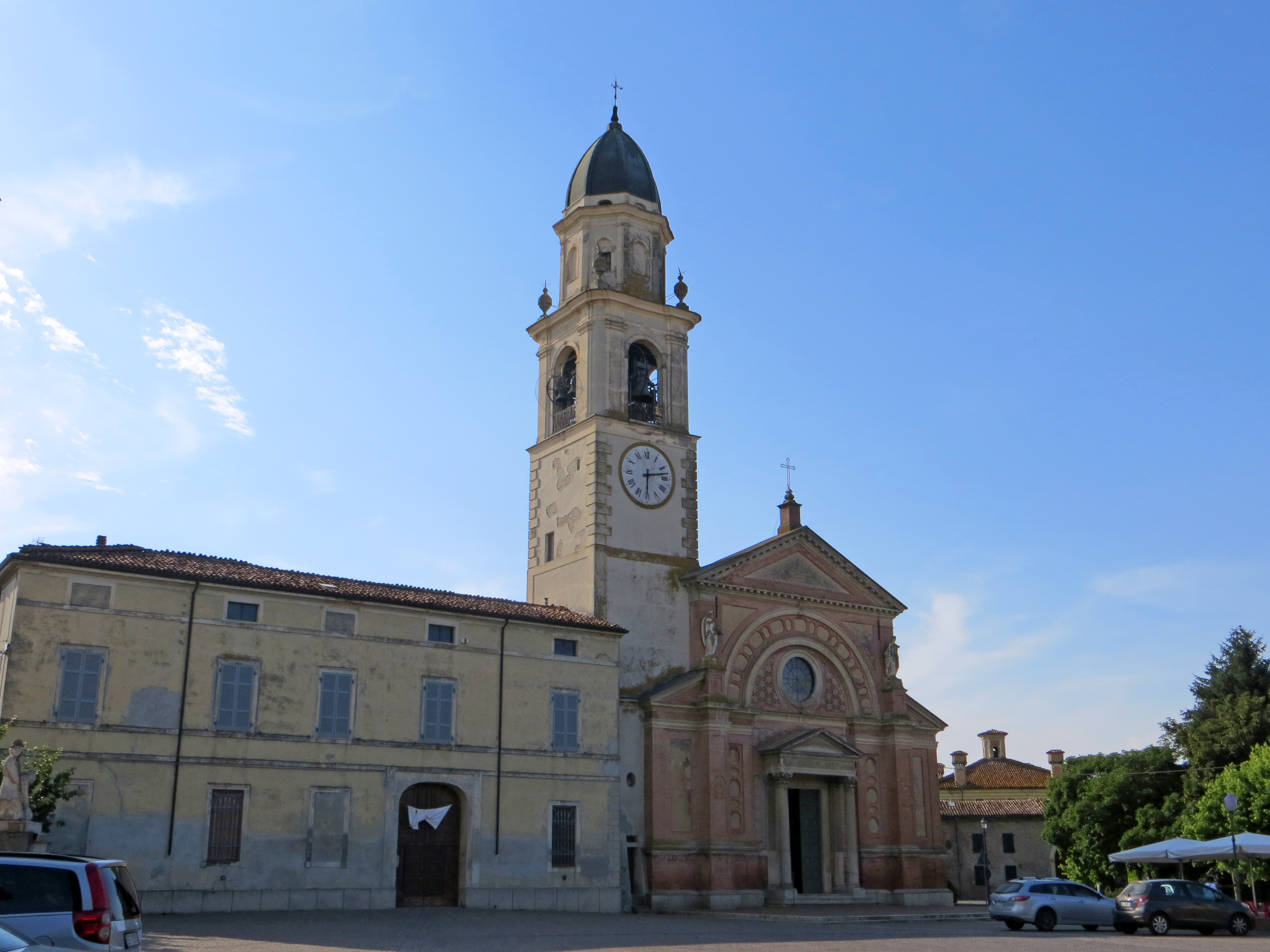
Facciata della chiesa e della canonica

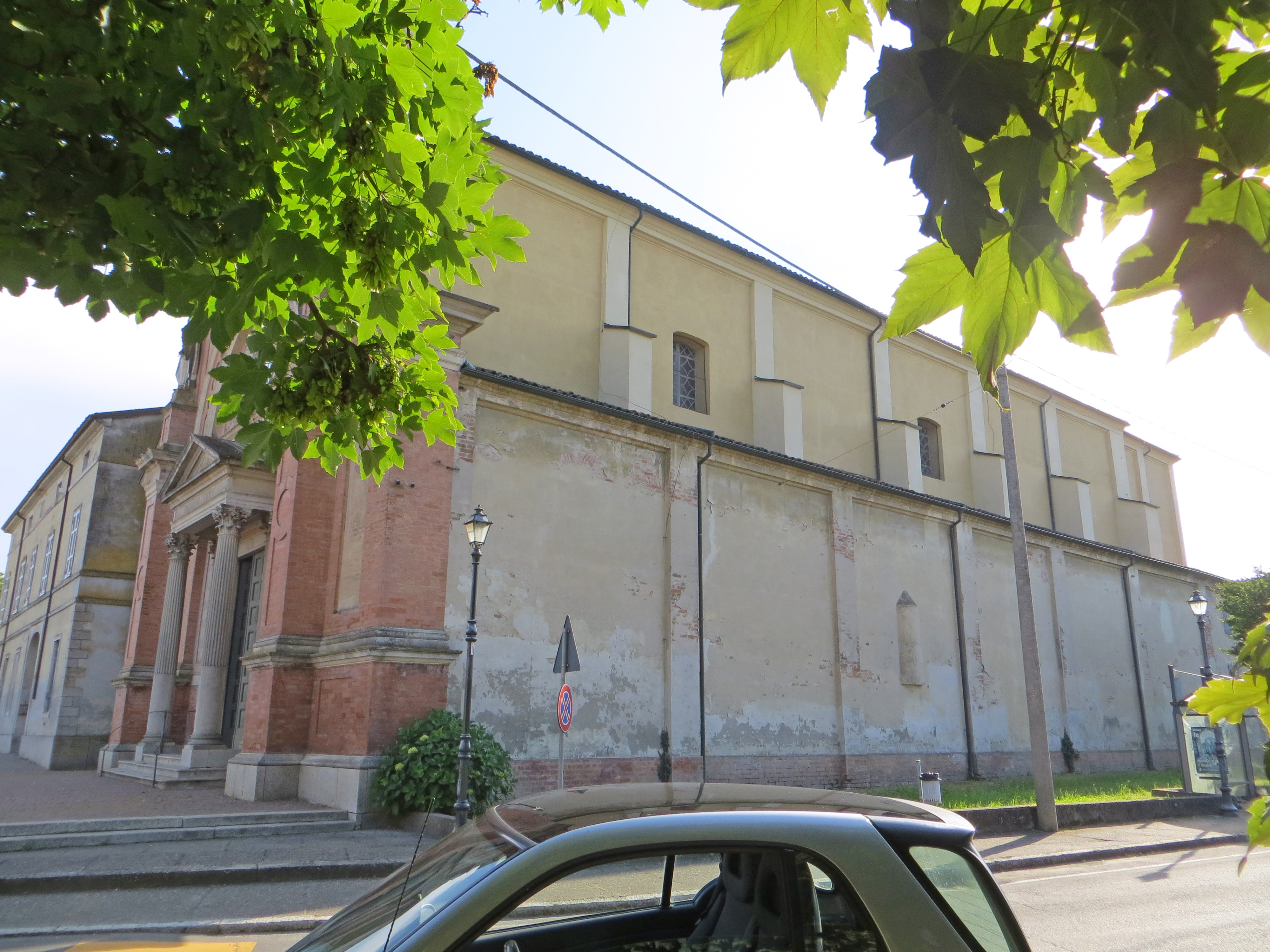
Lato nord

La chiesa si sviluppa su un impianto a navata unica affiancata da sei cappelle per lato, con ingresso a est e presbiterio absidato a ovest.
La simmetrica facciata a salienti, parzialmente rivestita in laterizio, è suddivisa orizzontalmente in due parti da un cornicione modanato. Inferiormente si ergono su un alto basamento due lesene decorate con specchiature; nel mezzo è collocato l'ampio portale d'ingresso, preceduto da un protiro timpanato in marmo, retto da due colonne corinzie; ai suoi lati si trovano due nicchie rettangolari ornate con una serie di specchiature poligonali; in corrispondenza delle cappelle laterali sono poste altre due nicchie rettangolari, contenenti pannelli dipinti con raffigurazioni di santi, realizzate da Antonio Rossi. Superiormente una grande arcata a tutto sesto, decorata con una serie di specchiature poligonali, inquadra il rosone centrale delimitato da una cornice modanata; ai lati si elevano su piedistalli due alte statue, che nascondono parzialmente le lesene alle estremità. In sommità si staglia il frontone triangolare di coronamento, con cornice dentellata in aggetto.
Sulla sinistra si erge su tre ordini sovrapposti, separati da cornici marcapiano e decorati sugli spigoli con lesene e finto bugnato, il campanile settecentesco intonacato, con base a scarpa; la cella campanaria si affaccia sulle quattro fronti attraverso ampie monofore ad arco a tutto sesto, delimitate da lesene doriche; in sommità, oltre il cornicione perimetrale in aggetto, si eleva la lanterna a base ottagonale, illuminata da quattro finestrelle delimitate da nicchie ad arco tutto sesto; a coronamento si staglia una cupola rivestita in rame.
I lunghi fianchi intonacati sono scanditi da una serie di paraste, che si elevano anche sul retro in corrispondenza degli spigoli dell'abside poligonale.

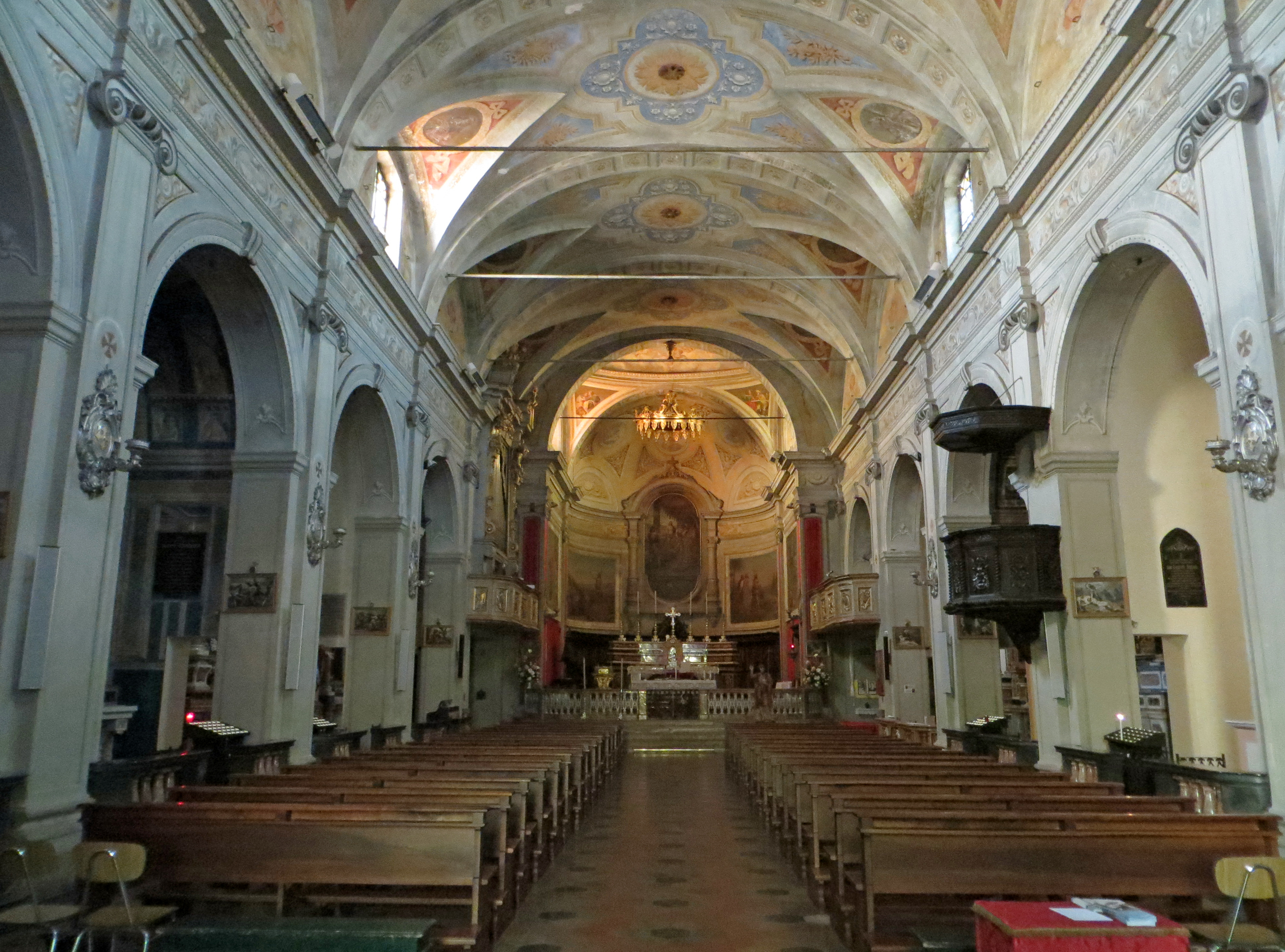
Navata

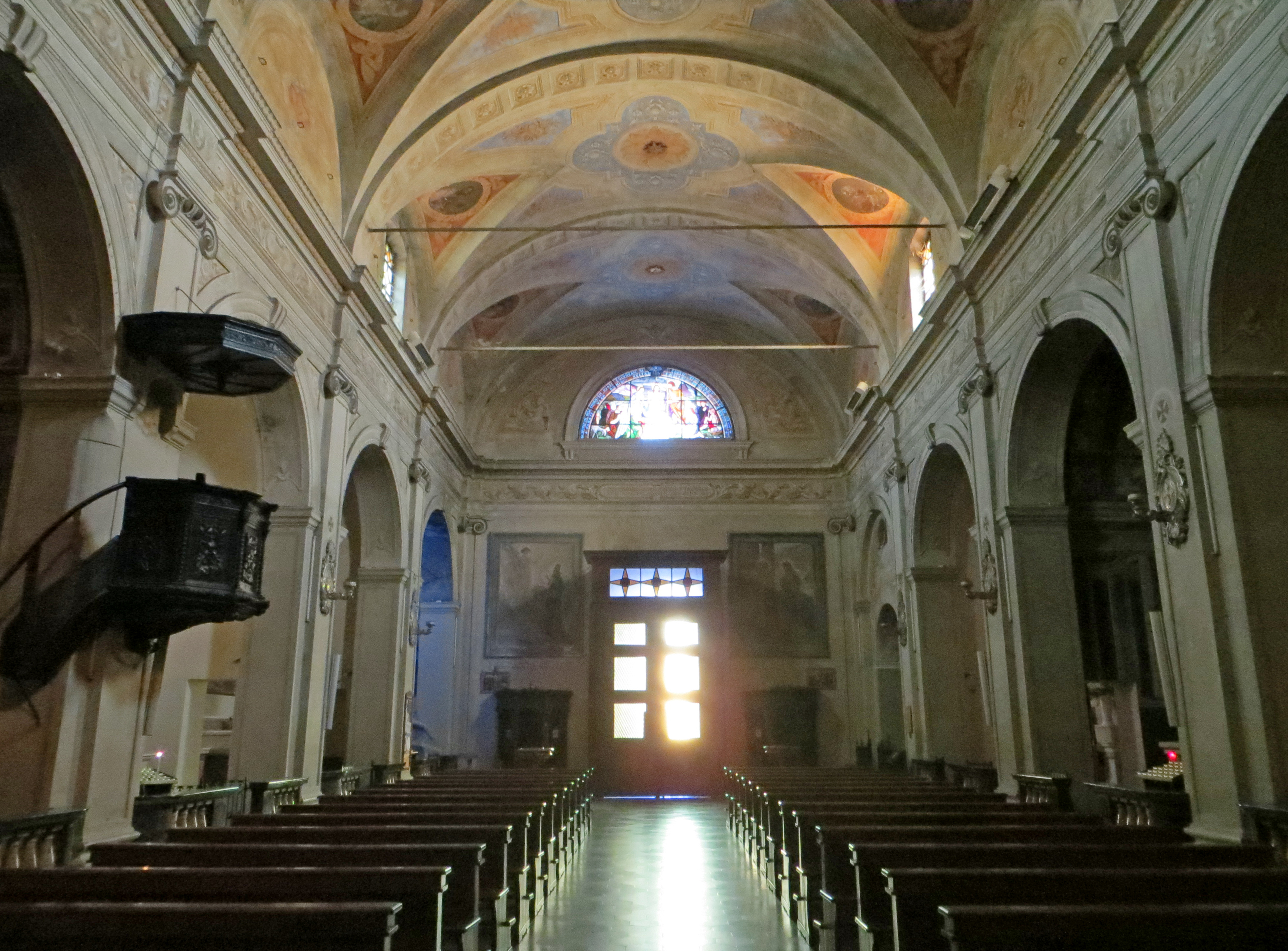
Controfacciata

All'interno la navata, coperta da una volta a botte lunettata riccamente decorata con affreschi, è affiancata da una serie di lesene coronate da capitelli ionici, a sostegno del cornicione perimetrale in aggetto; ai lati si aprono le ampie arcate a tutto sesto delle cappelle.
Accanto all'ingresso sono collocati due confessionali, sormontati dalle tele raffiguranti la Visitazione e l'Annuncio a Zaccaria della nascita del Battista, opere di Pietro Baratta; ai lati dell'aula sono collocate le stazioni della Via Crucis, realizzate da Giuseppe Moroni; dello stesso autore è anche la vetrata del Battesimo di Nostro Signore. Sulla destra è inoltre presente il pulpito ligneo, intagliato nel 1683 da Giovan Battista Pellegri.

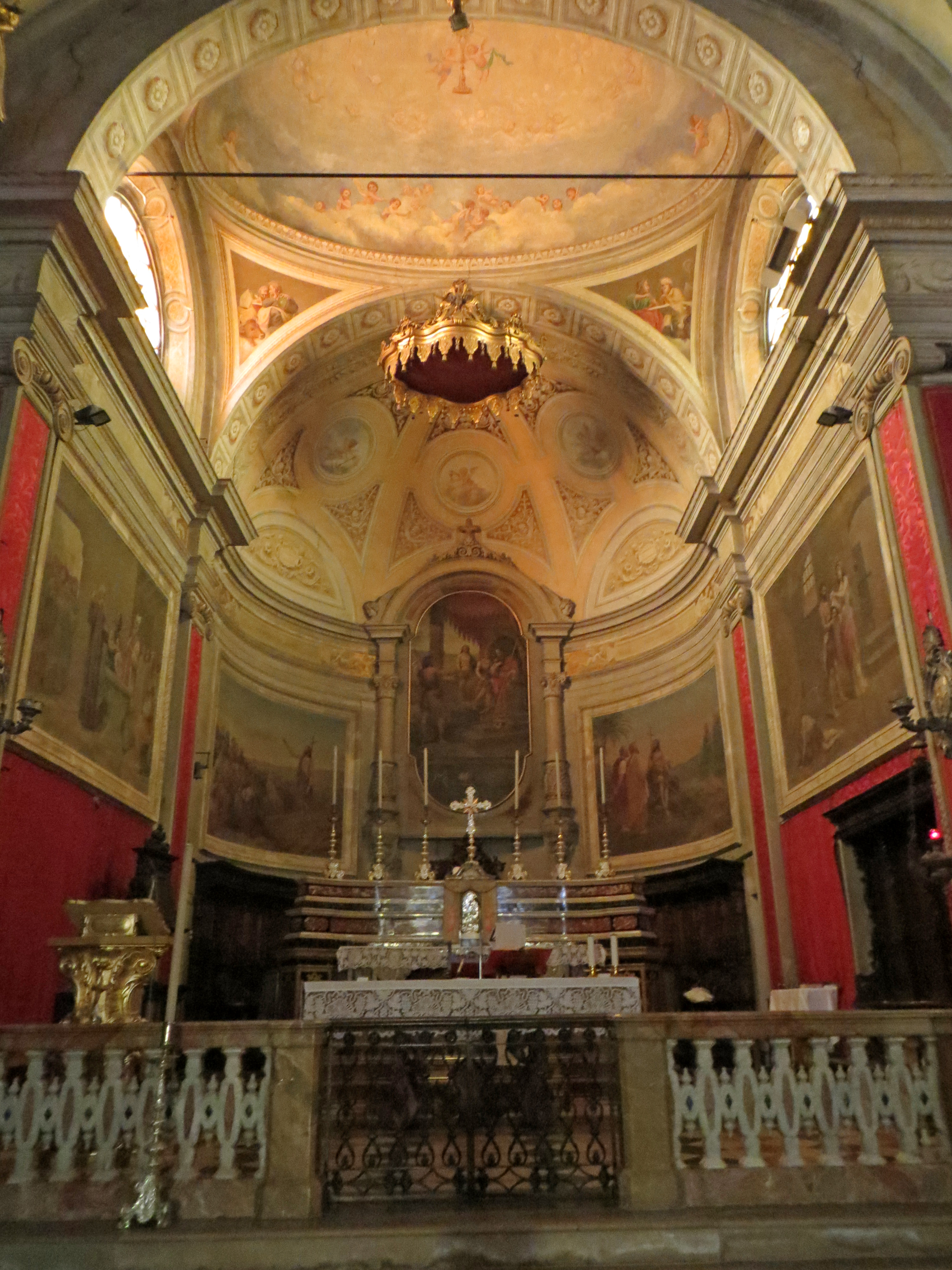
Presbiterio

Il presbiterio, lievemente sopraelevato, è preceduto dall'arco trionfale a tutto sesto, retto da pilastri in marmo; l'ambiente, coperto da una cupola su pennacchi riccamente dipinta, ospita l'altare maggiore barocco in marmi intarsiati, realizzato da Antonio Orlandi nel 1705; sui fianchi sono collocati due affreschi ottocenteschi, dipinti da Francesco Burlazzi. Sul fondo, alla base dell'abside poligonale, si trovano gli stalli lignei del coro, che, ornati con intarsi raffiguranti la Rosa dei venti, furono realizzati verso la fine del XVII secolo da Giovanni e Vincenzo Biazzi; più in alto si stagliano altri due affreschi eseguiti dal Burlazzi nel 1859; al centro è collocato infine un grande dipinto ottocentesco di Gaetano Signorini.

### Cappelle

#### Lato destro

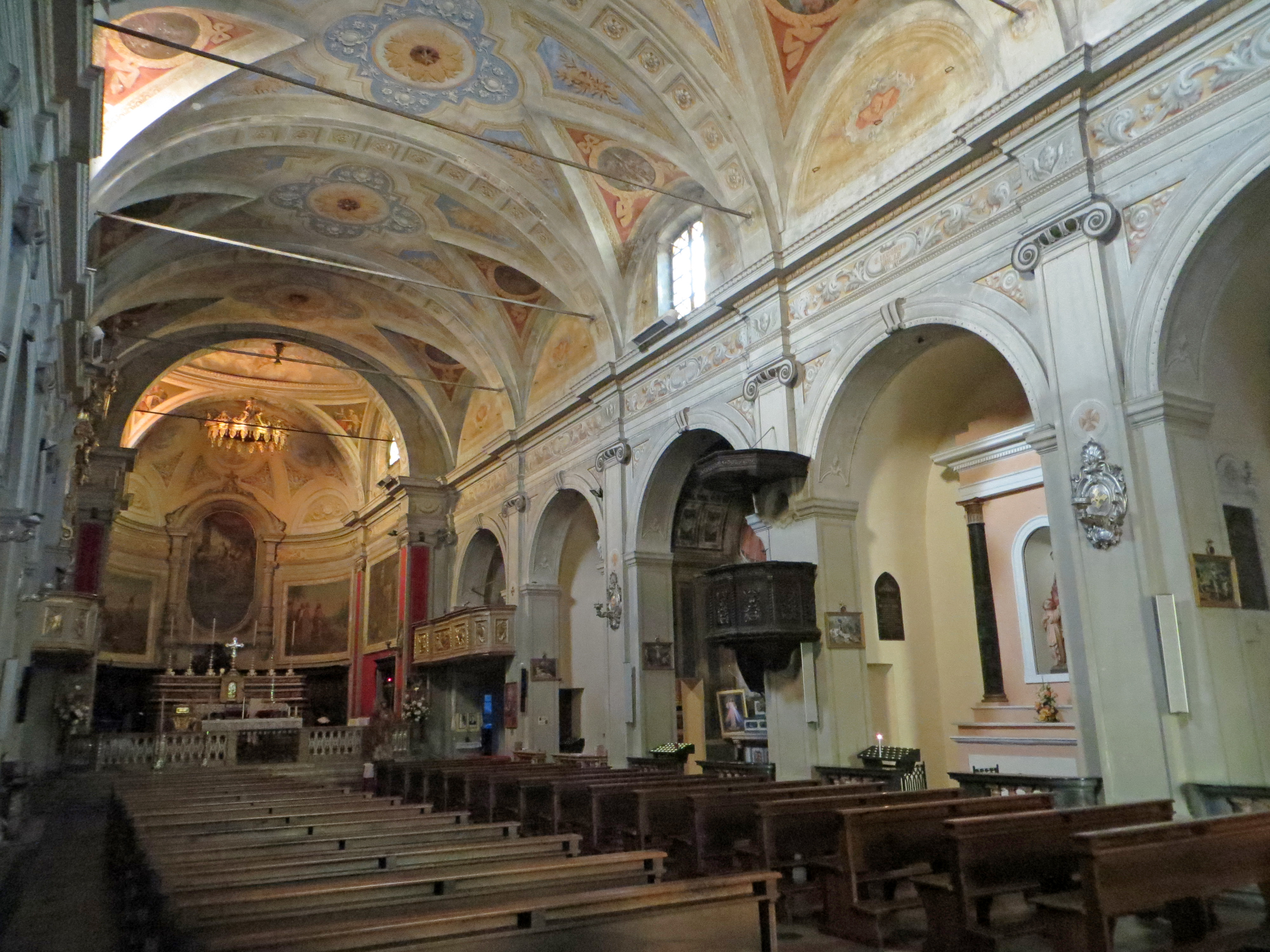
Cappelle del lato destro

La prima cappella è intitolata alla Madonna di Lourdes; sulle pareti e sulla volta è presente una ricostruzione scultorea della grotta di Loudes, con sfondo affrescato, realizzata dal Moroni.
La seconda è dedicata a san Carlo Borromeo; al suo interno è collocato un altare in muratura risalente al 1614; sul fondo è posta la pala raffigurante San Carlo Borromeo, eseguita da Giuseppe Moroni.
La terza è intitolata a san Giuseppe.
La quarta è dedicata al Sacro Cuore; vi è ospitato dal 1926 un altare proveniente dalla chiesa di San Vitale di Salsomaggiore Terme.
La quinta è intitolata agli angeli custodi.
La sesta cappella è infine occupata dalla cantoria barocca in legno intagliato e dorato, realizzata verso la fine del XVII secolo da Giovanni e Vincenzo Biazzi.

#### Lato sinistro
La prima cappella è dedicata al battistero; al suo interno è collocato il fonte battesimale in marmo rosso di Verona risalente al 1583; le pareti e la volta a semi-cupola sono decorate con affreschi raffiguranti ornati floreali, realizzati da Girolamo Magnani.
La seconda è intitolata ai caduti di guerra; dietro all'altare è collocata la pala rappresentante la Pietà dei Caduti, realizzata da Giuseppe Moroni nel 1949.
La terza è dedicata alle anime del Purgatorio; le pareti e la volta a botte sono decorate con affreschi eseguiti dal Moroni; sopra all'altare è posta la pala dipinta da Antonio Rossi.
La quarta è intitolata alla beata Vergine del Rosario; al suo interno è collocato un altare barocco in marmi policromi, realizzato da Antonio e Orlando Orlandi.
La quinta è dedicata alla santissima Trinità.
La sesta è infine occupata dalla cantoria, simmetrica a quella della cappella di fronte; al suo interno è ospitato l'organo a due tastiere, realizzato dai fratelli Serassi nel 1790 per sostituire lo strumento seicentesco costruito da Girolamo Tortona o da suo figlio Ottavio.

### Organo
L'organo a due tastiere conservato nella collegiata fu commissionato nel 1789 ai fratelli Andrea, Luigi e Giuseppe Serassi e fu completato nel luglio dell'anno successivo, recuperando alcune canne del piccolo strumento preesistente; fu revisionato nel 1802, nel 1811 e nel 1830 da altri membri della famiglia Serassi, mentre fu integralmente restaurato nel 1874 da Gualtiero Anelli; fu in seguito risistemato a più riprese nel XX secolo, fino all'ultimo complesso intervento conservativo eseguito tra il 2019 e il 2023 dalla ditta Giani.